# Action (droit romain)
Pour les articles homonymes, voir Action.
L’action (en latin actio) est, en droit romain, le fait ou bien la faculté de recourir à l'autorité publique pour faire valoir ses droits selon une certaine forme de procédure. 
Les Romains pratiquèrent successivement trois systèmes.

## Procédure des actions de la loi
Le système des actions de la loi (singulier legis actio et pluriel legis actiones) implique une certaine forme de procédure, en ce que les parties devaient prononcer des paroles solennelles exactement calquées sur les termes de la loi.
Ce sont des procédures de la Rome archaïque.
Ces formes étaient au nombre de cinq, dont les trois premières étaient des formes de procédure judiciaire, tandis que les deux dernières de simples voies d'exécution:
- l'action per sacramentum,
- l'action per judicis postulationem, forme de procédure probablement plus simple et usitée dans les affaires qui exigeaient une certaine latitude d'appréciation de la part du juge,
- l'action per condictionem,
- la manu injectio,
- la pignoris capio.

Ce qui distingue ce premier système de procédure, c'est l'obligation, imposée à ceux qui figuraient dans l'instance, d'accomplir certains gestes et d'employer certaines paroles dont l'omission ou la plus petite altération emportait nullité.
Ce premier système de procédure fut abrogé en partie par une loi Aebutia, antérieure à Cicéron, et plus complètement par deux lois Julia, dont l'une est la loi De judiciis privatis d'Auguste. Toutefois Gaius nous apprend que, même après ces trois lois, on continua à employer les legis actiones dans le cas de damnum infectum et lorsque l'affaire devait être jugée par le tribunal des centumvirs.

## Procédure formulaire
Le second système de procédure fut celui des formules. Les grands jurisconsultes de Rome ont écrit pendant qu'il était en vigueur, et s'y réfèrent dans leurs écrits. Les traits principaux de ce système sont les suivants : 
- abolition des gestes et des paroles
- rédaction d'un écrit (litiscontestatio) variant pour chaque espèce d'action et dans lequel le magistrat (le préteur ou le proconsul) traçait au juge sa mission

En rédigeant cet écrit, le magistrat donnait l'action (actio, formula, judicium), c'est-à-dire le droit d'aller plaider devant un juge. L'écrit ou formule contenait toujours une partie appelée intentio, dans laquelle la prétention du demandeur était formulée. L’intentio était ordinairement précédée d'une demonstratio, c'est-à-dire de l'exposé très succinct des faits qui avaient donné lieu au litige, et toujours suivie d'une condemnatio, c'est-à-dire du pouvoir donné à un juge de condamner ou d'absoudre le défendeur. Les actions en partage ainsi que l'action finium regundorum contenaient encore une adjudicatio c'est-à-dire le pouvoir pour le juge d'attribuer aux plaideurs les choses qui faisaient l'objet de l'instance. Le pouvoir du juge était limité par la formule. En conséquence, si le défendeur voulait repousser la demande autrement que par une contradiction directe de l’intentio, il devait demander au magistrat d'autoriser le juge à tenir compte des faits qu'il voulait invoquer, en insérant une exceptio dans la formule, c'est-à-dire une restriction à la condemnatio, le juge ne devant alors condamner qu'à la double condition d'avoir constaté que l’intentio était fondée, et l’exceptio mal fondée. Le demandeur qui voulait contredire l’exceptio, mais seulement d'une manière indirecte, devait faire insérer dans la formule une replicatio. Cette dernière pouvait donner lieu de la part du défendeur à une duplicatio, puis celle-ci à une triplicatio.
Une formule pouvait encore contenir une praescriptio, placée en tête, comme le mot l'indique, et rédigée dans l'intérêt soit du demandeur, soit du défendeur. Les prescriptions insérées dans l'intérêt du demandeur avaient pour but de limiter sa demande ; celles qui étaient dans l'intérêt du défendeur constituaient des espèces de fins de non-recevoir contre l'action.

## Procédure extraordinaire
Les deux premiers systèmes de procédure nous offrent la séparation du magistrat et du juge. Ce n'était que par exception que le magistrat tranchait lui-même le procès (cognitio extraordinaria). Les exceptions s'élargirent peu à peu et devinrent la règle. Ainsi fut enfanté le troisième système de procédure, celui de la procédure extraordinaire, qui fut pour la première fois consacré législativement par une constitution de Dioclétien. Conformément à cette procédure, en cas de crise et de manière exceptionnelle; un fonctionnaire pouvait juger.

## Source
« Actio », dans Charles Victor Daremberg et Edmond Saglio (dir.), Dictionnaire des Antiquités grecques et romaines, 1877-1919 [détail de l’édition] (lire en ligne) (« quelques transcriptions d'articles », sur mediterranees.net)